# Tour de Romandie 2022
Tour de Romandie 2022 – 75. edycja wyścigu kolarskiego Tour de Romandie, która odbyła się w dniach od 26 kwietnia do 1 maja 2022 na liczącej ponad 712 kilometrów trasie składającej się z prologu i 5 etapów, biegnącej z Lozanny do Villars-sur-Ollon. Impreza kategorii 2.UWT była częścią UCI World Tour 2022.

## Etapy
| Etap   | Data   | Start – Meta               | type                                | Dystans (km) | Suma wzniesień (m) | Zwycięzca etapu  | Lider            |
| ------ | ------ | -------------------------- | ----------------------------------- | ------------ | ------------------ | ---------------- | ---------------- |
| Prolog | 26 kwi | Lozanna – Lozanna          | prolog                              | 5,12         | 39 m               | Ethan Hayter     | Ethan Hayter     |
| 1      | 27 kwi | La Grande Béroche – Romont | pagórkowaty                         | 178          | 2729 m             | Dylan Teuns      | Rohan Dennis     |
| 2      | 28 kwi | Echallens – Echallens      | pagórkowaty                         | 168,2        | 2327 m             | Ethan Hayter     | Rohan Dennis     |
| 3      | 29 kwi | Valbroye – Valbroye        | pagórkowaty                         | 165,1        | 2441 m             | Patrick Bevin    | Rohan Dennis     |
| 4      | 30 kwi | Aigle – Val d'Anniviers    | górski                              | 180,1        | 4158 m             | Sergio Higuita   | Rohan Dennis     |
| 5      | 1 maj  | Aigle – Villars-sur-Ollon  | jazda indywidualna na czas pod górę | 15,84        | 884 m              | Aleksandr Własow | Aleksandr Własow |

## Uczestnicy

### Drużyny
| WorldTeams (18)- AG2R Citroën Team - Astana Qazaqstan Team - Bahrain Victorious - Bora-Hansgrohe - Cofidis - EF Education-EasyPost - Groupama-FDJ - Ineos Grenadiers - Intermarché-Wanty-Gobert Matériaux - Israel-Premier Tech - Jumbo-Visma - Lotto-Soudal - Movistar Team - Quick-Step Alpha Vinyl - BikeExchange-Jayco - Team DSM - Trek-Segafredo - UAE Team Emirates ProTeam- Equipo Kern Pharma Reprezentacja- Szwajcaria |
| |

### Lista startowa
| Ineos Grenadiers IGD | Ineos Grenadiers IGD      | Ineos Grenadiers IGD |
| -------------------- | ------------------------- | -------------------- |
| Nr                   | Kolarz                    | Miejsce              |
| 1                    | Geraint Thomas (GBR)      | 19.                  |
| 2                    | Andrey Amador (CRC)       | 50.                  |
| 3                    | Laurens De Plus (BEL)     | 84.                  |
| 4                    | Ethan Hayter (GBR) (ITT)  | 62.                  |
| 5                    | Lucas Plapp (AUS) (szosa) | 9.                   |
| 6                    | Brandon Rivera (COL)      | DNF-4                |
| 7                    | Magnus Sheffield (USA)    | 48.                  |

| UAE Team Emirates UAD | UAE Team Emirates UAD   | UAE Team Emirates UAD |
| --------------------- | ----------------------- | --------------------- |
| Nr                    | Kolarz                  | Miejsce               |
| 11                    | Marc Hirschi (SUI)      | 21.                   |
| 12                    | Ivo Oliveira (POR)      | 88.                   |
| 13                    | Juan Ayuso (ESP)        | 4.                    |
| 14                    | Finn Fisher-Black (NZL) | 27.                   |
| 15                    | Fernando Gaviria (COL)  | DNS-4                 |
| 16                    | Brandon McNulty (USA)   | DNS-4                 |
| 17                    | Jan Polanc (SLO)        | 67.                   |

| Jumbo-Visma TJV | Jumbo-Visma TJV           | Jumbo-Visma TJV |
| --------------- | ------------------------- | --------------- |
| Nr              | Kolarz                    | Miejsce         |
| 21              | Steven Kruijswijk (NED)   | 7.              |
| 22              | Rohan Dennis (AUS) (ITT)  | 8.              |
| 23              | Robert Gesink (NED)       | 52.             |
| 24              | Michel Heßmann (GER)      | 107.            |
| 25              | Sepp Kuss (USA)           | 12.             |
| 26              | Gijs Leemreize (NED)      | 79.             |
| 27              | Timo Roosen (NED) (szosa) | 92.             |

| Bahrain Victorious TBV | Bahrain Victorious TBV      | Bahrain Victorious TBV |
| ---------------------- | --------------------------- | ---------------------- |
| Nr                     | Kolarz                      | Miejsce                |
| 31                     | Damiano Caruso (ITA)        | 6.                     |
| 32                     | Gino Mäder (SUI)            | 2.                     |
| 33                     | Hermann Pernsteiner (AUT)   | 36.                    |
| 34                     | Johan Price-Pejtersen (DEN) | 114.                   |
| 35                     | Luis León Sánchez (ESP)     | 40.                    |
| 36                     | Dylan Teuns (BEL)           | 98.                    |
| 37                     | Stephen Williams (GBR)      | 98.                    |

| Intermarché-Wanty-Gobert Matériaux IWG | Intermarché-Wanty-Gobert Matériaux IWG | Intermarché-Wanty-Gobert Matériaux IWG |
| -------------------------------------- | -------------------------------------- | -------------------------------------- |
| Nr                                     | Kolarz                                 | Miejsce                                |
| 41                                     | Louis Meintjes (RSA)                   | 32.                                    |
| 42                                     | Théo Delacroix (FRA)                   | 106.                                   |
| 43                                     | Quinten Hermans (BEL)                  | 69.                                    |
| 44                                     | Laurens Huys (BEL)                     | 110.                                   |
| 45                                     | Julius Johansen (DEN)                  | 115.                                   |
| 46                                     | Baptiste Planckaert (BEL)              | DNS-3                                  |
| 47                                     | Rein Taaramäe (EST) (ITT)              | 33.                                    |

| Cofidis COF | Cofidis COF              | Cofidis COF |
| ----------- | ------------------------ | ----------- |
| Nr          | Kolarz                   | Miejsce     |
| 51          | Ion Izagirre (ESP) (ITT) | 64.         |
| 52          | Sander Armée (BEL)       | 56.         |
| 53          | Tom Bohli (SUI)          | 112.        |
| 54          | Thomas Champion (FRA)    | 109.        |
| 55          | Rubén Fernández (ESP)    | 42.         |
| 56          | Simon Geschke (GER)      | 3.          |
| 57          | Davide Villella (ITA)    | 31.         |

| Groupama-FDJ GFC | Groupama-FDJ GFC            | Groupama-FDJ GFC |
| ---------------- | --------------------------- | ---------------- |
| Nr               | Kolarz                      | Miejsce          |
| 61               | Thibaut Pinot (FRA)         | 13.              |
| 62               | Matteo Badilatti (SUI)      | 59.              |
| 63               | Rudy Molard (FRA)           | 25.              |
| 64               | Quentin Pacher (FRA)        | 41.              |
| 65               | Sébastien Reichenbach (SUI) | 15.              |
| 66               | Anthony Roux (FRA)          | 90.              |
| 67               | Michael Storer (AUS)        | DNS-1            |

| Quick-Step Alpha Vinyl QST | Quick-Step Alpha Vinyl QST  | Quick-Step Alpha Vinyl QST |
| -------------------------- | --------------------------- | -------------------------- |
| Nr                         | Kolarz                      | Miejsce                    |
| 71                         | Rémi Cavagna (FRA) (szosa)  | 82.                        |
| 72                         | Mattia Cattaneo (ITA)       | 91.                        |
| 73                         | Josef Černý (CZE) (ITT)     | DNF-4                      |
| 74                         | Mikkel Frølich Honoré (DEN) | 46.                        |
| 75                         | James Knox (GBR)            | 71.                        |
| 76                         | Mauro Schmid (SUI)          | 23.                        |
| 77                         | Ethan Vernon (GBR)          | DNF-4                      |

| AG2R Citroën Team ACT | AG2R Citroën Team ACT        | AG2R Citroën Team ACT |
| --------------------- | ---------------------------- | --------------------- |
| Nr                    | Kolarz                       | Miejsce               |
| 81                    | Ben O’Connor (AUS)           | 5.                    |
| 82                    | Geoffrey Bouchard (FRA)      | 43.                   |
| 83                    | Bob Jungels (LUX)            | 61.                   |
| 84                    | Lawrence Naesen (BEL)        | DNF-4                 |
| 85                    | Valentin Paret-Peintre (FRA) | 89.                   |
| 86                    | Nans Peters (FRA)            | 76.                   |
| 87                    | Michael Schär (SUI)          | 78.                   |

| Bora-Hansgrohe BOH | Bora-Hansgrohe BOH                  | Bora-Hansgrohe BOH |
| ------------------ | ----------------------------------- | ------------------ |
| Nr                 | Kolarz                              | Miejsce            |
| 91                 | Aleksandr Własow (RUS) (ITT)        | 1.                 |
| 92                 | Felix Großschartner (AUT)           | 28.                |
| 93                 | Sergio Higuita (COL) (szosa)        | 24.                |
| 94                 | Patrick Konrad (AUT) (szosa)        | 73.                |
| 95                 | Anton Palzer (GER)                  | 51.                |
| 96                 | Maximilian Schachmann (GER) (szosa) | 55.                |
| 97                 | Frederik Wandahl (DEN)              | 97.                |

| Lotto-Soudal LTS | Lotto-Soudal LTS         | Lotto-Soudal LTS |
| ---------------- | ------------------------ | ---------------- |
| Nr               | Kolarz                   | Miejsce          |
| 101              | Steff Cras (BEL)         | 11.              |
| 102              | Sébastien Grignard (BEL) | 96.              |
| 103              | Matthew Holmes (GBR)     | DNS-2            |
| 104              | Harry Sweeny (AUS)       | 104.             |
| 105              | Harm Vanhoucke (BEL)     | 93.              |
| 106              | Viktor Verschaeve (BEL)  | 81.              |

| Trek-Segafredo TFS | Trek-Segafredo TFS               | Trek-Segafredo TFS |
| ------------------ | -------------------------------- | ------------------ |
| Nr                 | Kolarz                           | Miejsce            |
| 111                | Antonio Tiberi (ITA)             | 72.                |
| 112                | Jon Aberasturi (ESP)             | OTL-5              |
| 113                | Julien Bernard (FRA)             | 39.                |
| 114                | Gianluca Brambilla (ITA)         | 26.                |
| 115                | Kenny Elissonde (FRA)            | 22.                |
| 116                | Toms Skujiņš (LAT) (szosa i ITT) | 58.                |
| 117                | Antwan Tolhoek (NED)             | 66.                |

| Movistar Team MOV | Movistar Team MOV       | Movistar Team MOV |
| ----------------- | ----------------------- | ----------------- |
| Nr                | Kolarz                  | Miejsce           |
| 121               | Carlos Verona (ESP)     | 16.               |
| 122               | Abner González (PUR)    | 35.               |
| 123               | Johan Jacobs (SUI)      | DNF-4             |
| 124               | Lluís Mas (ESP)         | DNF-1             |
| 125               | Gregor Mühlberger (AUT) | DNS-5             |
| 126               | Óscar Rodríguez (ESP)   | 44.               |
| 127               | Einer Rubio (COL)       | 10.               |

| BikeExchange-Jayco BEX | BikeExchange-Jayco BEX      | BikeExchange-Jayco BEX |
| ---------------------- | --------------------------- | ---------------------- |
| Nr                     | Kolarz                      | Miejsce                |
| 131                    | Matteo Sobrero (ITA) (ITT)  | 83.                    |
| 132                    | Sam Bewley (NZL)            | 99.                    |
| 133                    | Kevin Colleoni (ITA)        | DNS-2                  |
| 134                    | Tsgabu Grmay (ETH)          | 53.                    |
| 135                    | Amund Grøndahl Jansen (NOR) | 94.                    |
| 136                    | Jan Maas (NED)              | 74.                    |
| 137                    | Dion Smith (NZL)            | 70.                    |

| Israel-Premier Tech IPT | Israel-Premier Tech IPT  | Israel-Premier Tech IPT |
| ----------------------- | ------------------------ | ----------------------- |
| Nr                      | Kolarz                   | Miejsce                 |
| 141                     | Chris Froome (GBR)       | 65.                     |
| 142                     | Patrick Bevin (NZL)      | 38.                     |
| 143                     | Alexander Cataford (CAN) | 95.                     |
| 144                     | Jakob Fuglsang (DEN)     | 29.                     |
| 145                     | Krists Neilands (LAT)    | 80.                     |
| 146                     | Corbin Strong (NZL)      | DNS-4                   |
| 147                     | Michael Woods (CAN)      | 17.                     |

| Team DSM DSM | Team DSM DSM             | Team DSM DSM |
| ------------ | ------------------------ | ------------ |
| Nr           | Kolarz                   | Miejsce      |
| 151          | Andreas Leknessund (NOR) | 34.          |
| 152          | Nikias Arndt (GER)       | 54.          |
| 153          | Marco Brenner (GER)      | 87.          |
| 154          | Romain Combaud (FRA)     | DNS-4        |
| 155          | Tim Naberman (NED)       | DNF-4        |
| 156          | Casper Pedersen (DEN)    | 113.         |
| 157          | Martijn Tusveld (NED)    | DNS-4        |

| Astana Qazaqstan Team AST | Astana Qazaqstan Team AST  | Astana Qazaqstan Team AST |
| ------------------------- | -------------------------- | ------------------------- |
| Nr                        | Kolarz                     | Miejsce                   |
| 161                       | Harold Tejada (COL)        | 20.                       |
| 162                       | Valerio Conti (ITA)        | 77.                       |
| 163                       | Stefan de Bod (RSA)        | 57.                       |
| 164                       | Dmitrij Gruzdiew (KAZ)     | DNF-4                     |
| 165                       | Antonio Nibali (ITA)       | 85.                       |
| 166                       | Alaksandr Rabuszenka (BLR) | 111.                      |
| 167                       | Andriej Zejc (KAZ)         | 60.                       |

| EF Education-EasyPost EFE | EF Education-EasyPost EFE | EF Education-EasyPost EFE |
| ------------------------- | ------------------------- | ------------------------- |
| Nr                        | Kolarz                    | Miejsce                   |
| 171                       | Rigoberto Urán (COL)      | DNS-2                     |
| 172                       | Ben Healy (IRL)           | 47.                       |
| 173                       | Neilson Powless (USA)     | 14.                       |
| 174                       | Sean Quinn (USA)          | 18.                       |
| 175                       | Georg Steinhauser (GER)   | 103.                      |

| Equipo Kern Pharma EKP | Equipo Kern Pharma EKP     | Equipo Kern Pharma EKP |
| ---------------------- | -------------------------- | ---------------------- |
| Nr                     | Kolarz                     | Miejsce                |
| 181                    | José Félix Parra (ESP)     | 37.                    |
| 182                    | Urko Berrade (ESP)         | 86.                    |
| 183                    | Francisco Galván (ESP)     | DNF-4                  |
| 184                    | Carlos García Pierna (ESP) | 75.                    |
| 185                    | Raúl García Pierna (ESP)   | 101.                   |
| 186                    | Diego López (ESP)          | 100.                   |
| 187                    | Pau Miquel (ESP)           | 49.                    |

| Szwajcaria SUI | Szwajcaria SUI    | Szwajcaria SUI |
| -------------- | ----------------- | -------------- |
| Nr             | Kolarz            | Miejsce        |
| 191            | Mathias Flückiger | 45.            |
| 192            | Nils Brun         | 108.           |
| 193            | Filippo Colombo   | 68.            |
| 194            | Antoine Debons    | 102.           |
| 195            | Dario Lillo       | 105.           |
| 196            | Valère Thiébaud   | 116.           |
| 197            | Yannis Voisard    | 63.            |

| Ineos Grenadiers IGD | Ineos Grenadiers IGD      | Ineos Grenadiers IGD |
| -------------------- | ------------------------- | -------------------- |
| Nr                   | Kolarz                    | Miejsce              |
| 1                    | Geraint Thomas (GBR)      | 19.                  |
| 2                    | Andrey Amador (CRC)       | 50.                  |
| 3                    | Laurens De Plus (BEL)     | 84.                  |
| 4                    | Ethan Hayter (GBR) (ITT)  | 62.                  |
| 5                    | Lucas Plapp (AUS) (szosa) | 9.                   |
| 6                    | Brandon Rivera (COL)      | DNF-4                |
| 7                    | Magnus Sheffield (USA)    | 48.                  |

| UAE Team Emirates UAD | UAE Team Emirates UAD   | UAE Team Emirates UAD |
| --------------------- | ----------------------- | --------------------- |
| Nr                    | Kolarz                  | Miejsce               |
| 11                    | Marc Hirschi (SUI)      | 21.                   |
| 12                    | Ivo Oliveira (POR)      | 88.                   |
| 13                    | Juan Ayuso (ESP)        | 4.                    |
| 14                    | Finn Fisher-Black (NZL) | 27.                   |
| 15                    | Fernando Gaviria (COL)  | DNS-4                 |
| 16                    | Brandon McNulty (USA)   | DNS-4                 |
| 17                    | Jan Polanc (SLO)        | 67.                   |

| Jumbo-Visma TJV | Jumbo-Visma TJV           | Jumbo-Visma TJV |
| --------------- | ------------------------- | --------------- |
| Nr              | Kolarz                    | Miejsce         |
| 21              | Steven Kruijswijk (NED)   | 7.              |
| 22              | Rohan Dennis (AUS) (ITT)  | 8.              |
| 23              | Robert Gesink (NED)       | 52.             |
| 24              | Michel Heßmann (GER)      | 107.            |
| 25              | Sepp Kuss (USA)           | 12.             |
| 26              | Gijs Leemreize (NED)      | 79.             |
| 27              | Timo Roosen (NED) (szosa) | 92.             |

| Bahrain Victorious TBV | Bahrain Victorious TBV      | Bahrain Victorious TBV |
| ---------------------- | --------------------------- | ---------------------- |
| Nr                     | Kolarz                      | Miejsce                |
| 31                     | Damiano Caruso (ITA)        | 6.                     |
| 32                     | Gino Mäder (SUI)            | 2.                     |
| 33                     | Hermann Pernsteiner (AUT)   | 36.                    |
| 34                     | Johan Price-Pejtersen (DEN) | 114.                   |
| 35                     | Luis León Sánchez (ESP)     | 40.                    |
| 36                     | Dylan Teuns (BEL)           | 98.                    |
| 37                     | Stephen Williams (GBR)      | 98.                    |

| Intermarché-Wanty-Gobert Matériaux IWG | Intermarché-Wanty-Gobert Matériaux IWG | Intermarché-Wanty-Gobert Matériaux IWG |
| -------------------------------------- | -------------------------------------- | -------------------------------------- |
| Nr                                     | Kolarz                                 | Miejsce                                |
| 41                                     | Louis Meintjes (RSA)                   | 32.                                    |
| 42                                     | Théo Delacroix (FRA)                   | 106.                                   |
| 43                                     | Quinten Hermans (BEL)                  | 69.                                    |
| 44                                     | Laurens Huys (BEL)                     | 110.                                   |
| 45                                     | Julius Johansen (DEN)                  | 115.                                   |
| 46                                     | Baptiste Planckaert (BEL)              | DNS-3                                  |
| 47                                     | Rein Taaramäe (EST) (ITT)              | 33.                                    |

| Cofidis COF | Cofidis COF              | Cofidis COF |
| ----------- | ------------------------ | ----------- |
| Nr          | Kolarz                   | Miejsce     |
| 51          | Ion Izagirre (ESP) (ITT) | 64.         |
| 52          | Sander Armée (BEL)       | 56.         |
| 53          | Tom Bohli (SUI)          | 112.        |
| 54          | Thomas Champion (FRA)    | 109.        |
| 55          | Rubén Fernández (ESP)    | 42.         |
| 56          | Simon Geschke (GER)      | 3.          |
| 57          | Davide Villella (ITA)    | 31.         |

| Groupama-FDJ GFC | Groupama-FDJ GFC            | Groupama-FDJ GFC |
| ---------------- | --------------------------- | ---------------- |
| Nr               | Kolarz                      | Miejsce          |
| 61               | Thibaut Pinot (FRA)         | 13.              |
| 62               | Matteo Badilatti (SUI)      | 59.              |
| 63               | Rudy Molard (FRA)           | 25.              |
| 64               | Quentin Pacher (FRA)        | 41.              |
| 65               | Sébastien Reichenbach (SUI) | 15.              |
| 66               | Anthony Roux (FRA)          | 90.              |
| 67               | Michael Storer (AUS)        | DNS-1            |

| Quick-Step Alpha Vinyl QST | Quick-Step Alpha Vinyl QST  | Quick-Step Alpha Vinyl QST |
| -------------------------- | --------------------------- | -------------------------- |
| Nr                         | Kolarz                      | Miejsce                    |
| 71                         | Rémi Cavagna (FRA) (szosa)  | 82.                        |
| 72                         | Mattia Cattaneo (ITA)       | 91.                        |
| 73                         | Josef Černý (CZE) (ITT)     | DNF-4                      |
| 74                         | Mikkel Frølich Honoré (DEN) | 46.                        |
| 75                         | James Knox (GBR)            | 71.                        |
| 76                         | Mauro Schmid (SUI)          | 23.                        |
| 77                         | Ethan Vernon (GBR)          | DNF-4                      |

| AG2R Citroën Team ACT | AG2R Citroën Team ACT        | AG2R Citroën Team ACT |
| --------------------- | ---------------------------- | --------------------- |
| Nr                    | Kolarz                       | Miejsce               |
| 81                    | Ben O’Connor (AUS)           | 5.                    |
| 82                    | Geoffrey Bouchard (FRA)      | 43.                   |
| 83                    | Bob Jungels (LUX)            | 61.                   |
| 84                    | Lawrence Naesen (BEL)        | DNF-4                 |
| 85                    | Valentin Paret-Peintre (FRA) | 89.                   |
| 86                    | Nans Peters (FRA)            | 76.                   |
| 87                    | Michael Schär (SUI)          | 78.                   |

| Bora-Hansgrohe BOH | Bora-Hansgrohe BOH                  | Bora-Hansgrohe BOH |
| ------------------ | ----------------------------------- | ------------------ |
| Nr                 | Kolarz                              | Miejsce            |
| 91                 | Aleksandr Własow (RUS) (ITT)        | 1.                 |
| 92                 | Felix Großschartner (AUT)           | 28.                |
| 93                 | Sergio Higuita (COL) (szosa)        | 24.                |
| 94                 | Patrick Konrad (AUT) (szosa)        | 73.                |
| 95                 | Anton Palzer (GER)                  | 51.                |
| 96                 | Maximilian Schachmann (GER) (szosa) | 55.                |
| 97                 | Frederik Wandahl (DEN)              | 97.                |

| Lotto-Soudal LTS | Lotto-Soudal LTS         | Lotto-Soudal LTS |
| ---------------- | ------------------------ | ---------------- |
| Nr               | Kolarz                   | Miejsce          |
| 101              | Steff Cras (BEL)         | 11.              |
| 102              | Sébastien Grignard (BEL) | 96.              |
| 103              | Matthew Holmes (GBR)     | DNS-2            |
| 104              | Harry Sweeny (AUS)       | 104.             |
| 105              | Harm Vanhoucke (BEL)     | 93.              |
| 106              | Viktor Verschaeve (BEL)  | 81.              |

| Trek-Segafredo TFS | Trek-Segafredo TFS               | Trek-Segafredo TFS |
| ------------------ | -------------------------------- | ------------------ |
| Nr                 | Kolarz                           | Miejsce            |
| 111                | Antonio Tiberi (ITA)             | 72.                |
| 112                | Jon Aberasturi (ESP)             | OTL-5              |
| 113                | Julien Bernard (FRA)             | 39.                |
| 114                | Gianluca Brambilla (ITA)         | 26.                |
| 115                | Kenny Elissonde (FRA)            | 22.                |
| 116                | Toms Skujiņš (LAT) (szosa i ITT) | 58.                |
| 117                | Antwan Tolhoek (NED)             | 66.                |

| Movistar Team MOV | Movistar Team MOV       | Movistar Team MOV |
| ----------------- | ----------------------- | ----------------- |
| Nr                | Kolarz                  | Miejsce           |
| 121               | Carlos Verona (ESP)     | 16.               |
| 122               | Abner González (PUR)    | 35.               |
| 123               | Johan Jacobs (SUI)      | DNF-4             |
| 124               | Lluís Mas (ESP)         | DNF-1             |
| 125               | Gregor Mühlberger (AUT) | DNS-5             |
| 126               | Óscar Rodríguez (ESP)   | 44.               |
| 127               | Einer Rubio (COL)       | 10.               |

| BikeExchange-Jayco BEX | BikeExchange-Jayco BEX      | BikeExchange-Jayco BEX |
| ---------------------- | --------------------------- | ---------------------- |
| Nr                     | Kolarz                      | Miejsce                |
| 131                    | Matteo Sobrero (ITA) (ITT)  | 83.                    |
| 132                    | Sam Bewley (NZL)            | 99.                    |
| 133                    | Kevin Colleoni (ITA)        | DNS-2                  |
| 134                    | Tsgabu Grmay (ETH)          | 53.                    |
| 135                    | Amund Grøndahl Jansen (NOR) | 94.                    |
| 136                    | Jan Maas (NED)              | 74.                    |
| 137                    | Dion Smith (NZL)            | 70.                    |

| Israel-Premier Tech IPT | Israel-Premier Tech IPT  | Israel-Premier Tech IPT |
| ----------------------- | ------------------------ | ----------------------- |
| Nr                      | Kolarz                   | Miejsce                 |
| 141                     | Chris Froome (GBR)       | 65.                     |
| 142                     | Patrick Bevin (NZL)      | 38.                     |
| 143                     | Alexander Cataford (CAN) | 95.                     |
| 144                     | Jakob Fuglsang (DEN)     | 29.                     |
| 145                     | Krists Neilands (LAT)    | 80.                     |
| 146                     | Corbin Strong (NZL)      | DNS-4                   |
| 147                     | Michael Woods (CAN)      | 17.                     |

| Team DSM DSM | Team DSM DSM             | Team DSM DSM |
| ------------ | ------------------------ | ------------ |
| Nr           | Kolarz                   | Miejsce      |
| 151          | Andreas Leknessund (NOR) | 34.          |
| 152          | Nikias Arndt (GER)       | 54.          |
| 153          | Marco Brenner (GER)      | 87.          |
| 154          | Romain Combaud (FRA)     | DNS-4        |
| 155          | Tim Naberman (NED)       | DNF-4        |
| 156          | Casper Pedersen (DEN)    | 113.         |
| 157          | Martijn Tusveld (NED)    | DNS-4        |

| Astana Qazaqstan Team AST | Astana Qazaqstan Team AST  | Astana Qazaqstan Team AST |
| ------------------------- | -------------------------- | ------------------------- |
| Nr                        | Kolarz                     | Miejsce                   |
| 161                       | Harold Tejada (COL)        | 20.                       |
| 162                       | Valerio Conti (ITA)        | 77.                       |
| 163                       | Stefan de Bod (RSA)        | 57.                       |
| 164                       | Dmitrij Gruzdiew (KAZ)     | DNF-4                     |
| 165                       | Antonio Nibali (ITA)       | 85.                       |
| 166                       | Alaksandr Rabuszenka (BLR) | 111.                      |
| 167                       | Andriej Zejc (KAZ)         | 60.                       |

| EF Education-EasyPost EFE | EF Education-EasyPost EFE | EF Education-EasyPost EFE |
| ------------------------- | ------------------------- | ------------------------- |
| Nr                        | Kolarz                    | Miejsce                   |
| 171                       | Rigoberto Urán (COL)      | DNS-2                     |
| 172                       | Ben Healy (IRL)           | 47.                       |
| 173                       | Neilson Powless (USA)     | 14.                       |
| 174                       | Sean Quinn (USA)          | 18.                       |
| 175                       | Georg Steinhauser (GER)   | 103.                      |

| Equipo Kern Pharma EKP | Equipo Kern Pharma EKP     | Equipo Kern Pharma EKP |
| ---------------------- | -------------------------- | ---------------------- |
| Nr                     | Kolarz                     | Miejsce                |
| 181                    | José Félix Parra (ESP)     | 37.                    |
| 182                    | Urko Berrade (ESP)         | 86.                    |
| 183                    | Francisco Galván (ESP)     | DNF-4                  |
| 184                    | Carlos García Pierna (ESP) | 75.                    |
| 185                    | Raúl García Pierna (ESP)   | 101.                   |
| 186                    | Diego López (ESP)          | 100.                   |
| 187                    | Pau Miquel (ESP)           | 49.                    |

| Szwajcaria SUI | Szwajcaria SUI    | Szwajcaria SUI |
| -------------- | ----------------- | -------------- |
| Nr             | Kolarz            | Miejsce        |
| 191            | Mathias Flückiger | 45.            |
| 192            | Nils Brun         | 108.           |
| 193            | Filippo Colombo   | 68.            |
| 194            | Antoine Debons    | 102.           |
| 195            | Dario Lillo       | 105.           |
| 196            | Valère Thiébaud   | 116.           |
| 197            | Yannis Voisard    | 63.            |

Legenda: DNF – nie ukończył etapu, OTL – przekroczył limit czasu, DNS – nie wystartował do etapu, DSQ – zdyskwalifikowany. Numer przy skrócie oznacza etap, na którym kolarz opuścił wyścig.

## Wyniki etapów

### Prolog
| Lozanna - Lozanna | prolog | (5,12 km) |

| \| Klasyfikacja etapu \| Klasyfikacja etapu \| Klasyfikacja etapu \| Klasyfikacja etapu \| Klasyfikacja etapu \| \| Kolarz \| Kolarz \| Państwo \| Drużyna \| Czas \| \| ------------------ \| --------------------- \| ------------------ \| ---------------------- \| ------------------ \| \| 1. \| Ethan Hayter \| Wielka Brytania \| Ineos Grenadiers \| 5' 52" \| \| 2. \| Rohan Dennis \| Australia \| Jumbo-Visma \| + 4" \| \| 3. \| Felix Großschartner \| Austria \| Bora-Hansgrohe \| + 10" \| \| 4. \| Geraint Thomas \| Wielka Brytania \| Ineos Grenadiers \| + 10" \| \| 5. \| Maximilian Schachmann \| Niemcy \| Bora-Hansgrohe \| + 13" \| \| 6. \| Matteo Sobrero \| Włochy \| BikeExchange-Jayco \| + 13" \| \| 7. \| Ethan Vernon \| Wielka Brytania \| Quick-Step Alpha Vinyl \| + 14" \| \| 8. \| Georg Steinhauser \| Niemcy \| EF Education-EasyPost \| + 14" \| \| 9. \| Mauro Schmid \| Szwajcaria \| Quick-Step Alpha Vinyl \| + 14" \| \| 10. \| Juan Ayuso \| Hiszpania \| UAE Team Emirates \| + 14" \| |                       |                 |                        |        |
| |                       |                 |                        |        |
| Źródło: ProCyclingStats |                       |                 |                        |        |
| Klasyfikacja etapu |                       |                 |                        |        |
| Kolarz | Kolarz                | Państwo         | Drużyna                | Czas   |
| 1. | Ethan Hayter          | Wielka Brytania | Ineos Grenadiers       | 5' 52" |
| 2. | Rohan Dennis          | Australia       | Jumbo-Visma            | + 4"   |
| 3. | Felix Großschartner   | Austria         | Bora-Hansgrohe         | + 10"  |
| 4. | Geraint Thomas        | Wielka Brytania | Ineos Grenadiers       | + 10"  |
| 5. | Maximilian Schachmann | Niemcy          | Bora-Hansgrohe         | + 13"  |
| 6. | Matteo Sobrero        | Włochy          | BikeExchange-Jayco     | + 13"  |
| 7. | Ethan Vernon          | Wielka Brytania | Quick-Step Alpha Vinyl | + 14"  |
| 8. | Georg Steinhauser     | Niemcy          | EF Education-EasyPost  | + 14"  |
| 9. | Mauro Schmid          | Szwajcaria      | Quick-Step Alpha Vinyl | + 14"  |
| 10. | Juan Ayuso            | Hiszpania       | UAE Team Emirates      | + 14"  |

| \| Klasyfikacja generalna \| Klasyfikacja generalna \| Klasyfikacja generalna \| Klasyfikacja generalna \| Klasyfikacja generalna \| \| Kolarz \| Kolarz \| Państwo \| Drużyna \| Czas \| \| ---------------------- \| ---------------------- \| ---------------------- \| ---------------------- \| ---------------------- \| \| 1. \| Ethan Hayter \| Wielka Brytania \| Ineos Grenadiers \| 5' 52" \| \| 2. \| Rohan Dennis \| Australia \| Jumbo-Visma \| + 4" \| \| 3. \| Felix Großschartner \| Austria \| Bora-Hansgrohe \| + 10" \| \| 4. \| Geraint Thomas \| Wielka Brytania \| Ineos Grenadiers \| + 10" \| \| 5. \| Maximilian Schachmann \| Niemcy \| Bora-Hansgrohe \| + 13" \| \| 6. \| Matteo Sobrero \| Włochy \| BikeExchange-Jayco \| + 13" \| \| 7. \| Ethan Vernon \| Wielka Brytania \| Quick-Step Alpha Vinyl \| + 14" \| \| 8. \| Georg Steinhauser \| Niemcy \| EF Education-EasyPost \| + 14" \| \| 9. \| Mauro Schmid \| Szwajcaria \| Quick-Step Alpha Vinyl \| + 14" \| \| 10. \| Juan Ayuso \| Hiszpania \| UAE Team Emirates \| + 14" \| |                       |                 |                        |        |
| |                       |                 |                        |        |
| Źródło: ProCyclingStats |                       |                 |                        |        |
| Klasyfikacja generalna |                       |                 |                        |        |
| Kolarz | Kolarz                | Państwo         | Drużyna                | Czas   |
| 1. | Ethan Hayter          | Wielka Brytania | Ineos Grenadiers       | 5' 52" |
| 2. | Rohan Dennis          | Australia       | Jumbo-Visma            | + 4"   |
| 3. | Felix Großschartner   | Austria         | Bora-Hansgrohe         | + 10"  |
| 4. | Geraint Thomas        | Wielka Brytania | Ineos Grenadiers       | + 10"  |
| 5. | Maximilian Schachmann | Niemcy          | Bora-Hansgrohe         | + 13"  |
| 6. | Matteo Sobrero        | Włochy          | BikeExchange-Jayco     | + 13"  |
| 7. | Ethan Vernon          | Wielka Brytania | Quick-Step Alpha Vinyl | + 14"  |
| 8. | Georg Steinhauser     | Niemcy          | EF Education-EasyPost  | + 14"  |
| 9. | Mauro Schmid          | Szwajcaria      | Quick-Step Alpha Vinyl | + 14"  |
| 10. | Juan Ayuso            | Hiszpania       | UAE Team Emirates      | + 14"  |

### Etap 1
| La Grande Béroche - Romont | pagórkowaty | (178 km) |

| \| Klasyfikacja etapu \| Klasyfikacja etapu \| Klasyfikacja etapu \| Klasyfikacja etapu \| Klasyfikacja etapu \| \| Kolarz \| Kolarz \| Państwo \| Drużyna \| Czas \| \| ------------------ \| ------------------ \| ------------------ \| ---------------------------------- \| ------------------ \| \| 1. \| Dylan Teuns \| Belgia \| Bahrain Victorious \| 4h 23' 58" \| \| 2. \| Rohan Dennis \| Australia \| Jumbo-Visma \| + 0" \| \| 3. \| Marc Hirschi \| Szwajcaria \| UAE Team Emirates \| + 2" \| \| 4. \| Aleksandr Własow \| Rosja \| Bora-Hansgrohe \| + 2" \| \| 5. \| Quinten Hermans \| Belgia \| Intermarché-Wanty-Gobert Matériaux \| + 2" \| \| 6. \| Ben O’Connor \| Australia \| AG2R Citroën Team \| + 4" \| \| 7. \| Damiano Caruso \| Włochy \| Bahrain Victorious \| + 4" \| \| 8. \| Juan Ayuso \| Hiszpania \| UAE Team Emirates \| + 4" \| \| 9. \| Steff Cras \| Belgia \| Lotto-Soudal \| + 4" \| \| 10. \| Mauro Schmid \| Szwajcaria \| Quick-Step Alpha Vinyl \| + 4" \| |                  |            |                                    |            |
| |                  |            |                                    |            |
| Źródło: ProCyclingStats |                  |            |                                    |            |
| Klasyfikacja etapu |                  |            |                                    |            |
| Kolarz | Kolarz           | Państwo    | Drużyna                            | Czas       |
| 1. | Dylan Teuns      | Belgia     | Bahrain Victorious                 | 4h 23' 58" |
| 2. | Rohan Dennis     | Australia  | Jumbo-Visma                        | + 0"       |
| 3. | Marc Hirschi     | Szwajcaria | UAE Team Emirates                  | + 2"       |
| 4. | Aleksandr Własow | Rosja      | Bora-Hansgrohe                     | + 2"       |
| 5. | Quinten Hermans  | Belgia     | Intermarché-Wanty-Gobert Matériaux | + 2"       |
| 6. | Ben O’Connor     | Australia  | AG2R Citroën Team                  | + 4"       |
| 7. | Damiano Caruso   | Włochy     | Bahrain Victorious                 | + 4"       |
| 8. | Juan Ayuso       | Hiszpania  | UAE Team Emirates                  | + 4"       |
| 9. | Steff Cras       | Belgia     | Lotto-Soudal                       | + 4"       |
| 10. | Mauro Schmid     | Szwajcaria | Quick-Step Alpha Vinyl             | + 4"       |

| \| Klasyfikacja generalna \| Klasyfikacja generalna \| Klasyfikacja generalna \| Klasyfikacja generalna \| Klasyfikacja generalna \| \| Kolarz \| Kolarz \| Państwo \| Drużyna \| Czas \| \| ---------------------- \| ---------------------- \| ---------------------- \| ---------------------- \| ---------------------- \| \| 1. \| Rohan Dennis \| Australia \| Jumbo-Visma \| 4h 29' 48" \| \| 2. \| Felix Großschartner \| Austria \| Bora-Hansgrohe \| + 16" \| \| 3. \| Dylan Teuns \| Belgia \| Bahrain Victorious \| + 18" \| \| 4. \| Mauro Schmid \| Szwajcaria \| Quick-Step Alpha Vinyl \| + 20" \| \| 5. \| Juan Ayuso \| Hiszpania \| UAE Team Emirates \| + 20" \| \| 6. \| Mikkel Frølich Honoré \| Dania \| Quick-Step Alpha Vinyl \| + 20" \| \| 7. \| Patrick Bevin \| Nowa Zelandia \| Israel-Premier Tech \| + 22" \| \| 8. \| Aleksandr Własow \| Rosja \| Bora-Hansgrohe \| + 23" \| \| 9. \| Brandon McNulty \| Stany Zjednoczone \| UAE Team Emirates \| + 23" \| \| 10. \| Marc Hirschi \| Szwajcaria \| UAE Team Emirates \| + 24" \| |                       |                   |                        |            |
| |                       |                   |                        |            |
| Źródło: ProCyclingStats |                       |                   |                        |            |
| Klasyfikacja generalna |                       |                   |                        |            |
| Kolarz | Kolarz                | Państwo           | Drużyna                | Czas       |
| 1. | Rohan Dennis          | Australia         | Jumbo-Visma            | 4h 29' 48" |
| 2. | Felix Großschartner   | Austria           | Bora-Hansgrohe         | + 16"      |
| 3. | Dylan Teuns           | Belgia            | Bahrain Victorious     | + 18"      |
| 4. | Mauro Schmid          | Szwajcaria        | Quick-Step Alpha Vinyl | + 20"      |
| 5. | Juan Ayuso            | Hiszpania         | UAE Team Emirates      | + 20"      |
| 6. | Mikkel Frølich Honoré | Dania             | Quick-Step Alpha Vinyl | + 20"      |
| 7. | Patrick Bevin         | Nowa Zelandia     | Israel-Premier Tech    | + 22"      |
| 8. | Aleksandr Własow      | Rosja             | Bora-Hansgrohe         | + 23"      |
| 9. | Brandon McNulty       | Stany Zjednoczone | UAE Team Emirates      | + 23"      |
| 10. | Marc Hirschi          | Szwajcaria        | UAE Team Emirates      | + 24"      |

### Etap 2
| Echallens - Echallens | pagórkowaty | (168,2 km) |

| \| Klasyfikacja etapu \| Klasyfikacja etapu \| Klasyfikacja etapu \| Klasyfikacja etapu \| Klasyfikacja etapu \| \| Kolarz \| Kolarz \| Państwo \| Drużyna \| Czas \| \| ------------------ \| ------------------- \| ------------------ \| ---------------------------------- \| ------------------ \| \| 1. \| Ethan Hayter \| Wielka Brytania \| Ineos Grenadiers \| 4h 04' 55" \| \| 2. \| Jon Aberasturi \| Hiszpania \| Trek-Segafredo \| + 0" \| \| 3. \| Fernando Gaviria \| Kolumbia \| UAE Team Emirates \| + 0" \| \| 4. \| Aleksandr Własow \| Rosja \| Bora-Hansgrohe \| + 0" \| \| 5. \| Sean Quinn \| Stany Zjednoczone \| EF Education-EasyPost \| + 0" \| \| 6. \| Quinten Hermans \| Belgia \| Intermarché-Wanty-Gobert Matériaux \| + 0" \| \| 7. \| Nikias Arndt \| Niemcy \| Team DSM \| + 0" \| \| 8. \| Ben O’Connor \| Australia \| AG2R Citroën Team \| + 0" \| \| 9. \| Felix Großschartner \| Austria \| Bora-Hansgrohe \| + 0" \| \| 10. \| Steven Kruijswijk \| Holandia \| Jumbo-Visma \| + 0" \| |                     |                   |                                    |            |
| |                     |                   |                                    |            |
| Źródło: ProCyclingStats |                     |                   |                                    |            |
| Klasyfikacja etapu |                     |                   |                                    |            |
| Kolarz | Kolarz              | Państwo           | Drużyna                            | Czas       |
| 1. | Ethan Hayter        | Wielka Brytania   | Ineos Grenadiers                   | 4h 04' 55" |
| 2. | Jon Aberasturi      | Hiszpania         | Trek-Segafredo                     | + 0"       |
| 3. | Fernando Gaviria    | Kolumbia          | UAE Team Emirates                  | + 0"       |
| 4. | Aleksandr Własow    | Rosja             | Bora-Hansgrohe                     | + 0"       |
| 5. | Sean Quinn          | Stany Zjednoczone | EF Education-EasyPost              | + 0"       |
| 6. | Quinten Hermans     | Belgia            | Intermarché-Wanty-Gobert Matériaux | + 0"       |
| 7. | Nikias Arndt        | Niemcy            | Team DSM                           | + 0"       |
| 8. | Ben O’Connor        | Australia         | AG2R Citroën Team                  | + 0"       |
| 9. | Felix Großschartner | Austria           | Bora-Hansgrohe                     | + 0"       |
| 10. | Steven Kruijswijk   | Holandia          | Jumbo-Visma                        | + 0"       |

| \| Klasyfikacja generalna \| Klasyfikacja generalna \| Klasyfikacja generalna \| Klasyfikacja generalna \| Klasyfikacja generalna \| \| Kolarz \| Kolarz \| Państwo \| Drużyna \| Czas \| \| ---------------------- \| ---------------------- \| ---------------------- \| ---------------------- \| ---------------------- \| \| 1. \| Rohan Dennis \| Australia \| Jumbo-Visma \| 8h 34' 43" \| \| 2. \| Felix Großschartner \| Austria \| Bora-Hansgrohe \| + 14" \| \| 3. \| Mauro Schmid \| Szwajcaria \| Quick-Step Alpha Vinyl \| + 18" \| \| 4. \| Dylan Teuns \| Belgia \| Bahrain Victorious \| + 18" \| \| 5. \| Juan Ayuso \| Hiszpania \| UAE Team Emirates \| + 18" \| \| 6. \| Mikkel Frølich Honoré \| Dania \| Quick-Step Alpha Vinyl \| + 18" \| \| 7. \| Patrick Bevin \| Nowa Zelandia \| Israel-Premier Tech \| + 20" \| \| 8. \| Brandon McNulty \| Stany Zjednoczone \| UAE Team Emirates \| + 21" \| \| 9. \| Aleksandr Własow \| Rosja \| Bora-Hansgrohe \| + 23" \| \| 10. \| Marc Hirschi \| Szwajcaria \| UAE Team Emirates \| + 24" \| |                       |                   |                        |            |
| |                       |                   |                        |            |
| Źródło: ProCyclingStats |                       |                   |                        |            |
| Klasyfikacja generalna |                       |                   |                        |            |
| Kolarz | Kolarz                | Państwo           | Drużyna                | Czas       |
| 1. | Rohan Dennis          | Australia         | Jumbo-Visma            | 8h 34' 43" |
| 2. | Felix Großschartner   | Austria           | Bora-Hansgrohe         | + 14"      |
| 3. | Mauro Schmid          | Szwajcaria        | Quick-Step Alpha Vinyl | + 18"      |
| 4. | Dylan Teuns           | Belgia            | Bahrain Victorious     | + 18"      |
| 5. | Juan Ayuso            | Hiszpania         | UAE Team Emirates      | + 18"      |
| 6. | Mikkel Frølich Honoré | Dania             | Quick-Step Alpha Vinyl | + 18"      |
| 7. | Patrick Bevin         | Nowa Zelandia     | Israel-Premier Tech    | + 20"      |
| 8. | Brandon McNulty       | Stany Zjednoczone | UAE Team Emirates      | + 21"      |
| 9. | Aleksandr Własow      | Rosja             | Bora-Hansgrohe         | + 23"      |
| 10. | Marc Hirschi          | Szwajcaria        | UAE Team Emirates      | + 24"      |

### Etap 3
| Valbroye - Valbroye | pagórkowaty | (165,1 km) |

| \| Klasyfikacja etapu \| Klasyfikacja etapu \| Klasyfikacja etapu \| Klasyfikacja etapu \| Klasyfikacja etapu \| \| Kolarz \| Kolarz \| Państwo \| Drużyna \| Czas \| \| ------------------ \| --------------------- \| ------------------ \| ---------------------------------- \| ------------------ \| \| 1. \| Patrick Bevin \| Nowa Zelandia \| Israel-Premier Tech \| 3h 53' 27" \| \| 2. \| Ethan Hayter \| Wielka Brytania \| Ineos Grenadiers \| + 0" \| \| 3. \| Rohan Dennis \| Australia \| Jumbo-Visma \| + 0" \| \| 4. \| Dion Smith \| Nowa Zelandia \| BikeExchange-Jayco \| + 0" \| \| 5. \| Quinten Hermans \| Belgia \| Intermarché-Wanty-Gobert Matériaux \| + 0" \| \| 6. \| Damiano Caruso \| Włochy \| Bahrain Victorious \| + 0" \| \| 7. \| Finn Fisher-Black \| Nowa Zelandia \| UAE Team Emirates \| + 0" \| \| 8. \| Felix Großschartner \| Austria \| Bora-Hansgrohe \| + 0" \| \| 9. \| Nikias Arndt \| Niemcy \| Team DSM \| + 0" \| \| 10. \| Mikkel Frølich Honoré \| Dania \| Quick-Step Alpha Vinyl \| + 0" \| |                       |                 |                                    |            |
| |                       |                 |                                    |            |
| Źródło: ProCyclingStats |                       |                 |                                    |            |
| Klasyfikacja etapu |                       |                 |                                    |            |
| Kolarz | Kolarz                | Państwo         | Drużyna                            | Czas       |
| 1. | Patrick Bevin         | Nowa Zelandia   | Israel-Premier Tech                | 3h 53' 27" |
| 2. | Ethan Hayter          | Wielka Brytania | Ineos Grenadiers                   | + 0"       |
| 3. | Rohan Dennis          | Australia       | Jumbo-Visma                        | + 0"       |
| 4. | Dion Smith            | Nowa Zelandia   | BikeExchange-Jayco                 | + 0"       |
| 5. | Quinten Hermans       | Belgia          | Intermarché-Wanty-Gobert Matériaux | + 0"       |
| 6. | Damiano Caruso        | Włochy          | Bahrain Victorious                 | + 0"       |
| 7. | Finn Fisher-Black     | Nowa Zelandia   | UAE Team Emirates                  | + 0"       |
| 8. | Felix Großschartner   | Austria         | Bora-Hansgrohe                     | + 0"       |
| 9. | Nikias Arndt          | Niemcy          | Team DSM                           | + 0"       |
| 10. | Mikkel Frølich Honoré | Dania           | Quick-Step Alpha Vinyl             | + 0"       |

| \| Klasyfikacja generalna \| Klasyfikacja generalna \| Klasyfikacja generalna \| Klasyfikacja generalna \| Klasyfikacja generalna \| \| Kolarz \| Kolarz \| Państwo \| Drużyna \| Czas \| \| ---------------------- \| ---------------------- \| ---------------------- \| ---------------------- \| ---------------------- \| \| 1. \| Rohan Dennis \| Australia \| Jumbo-Visma \| 12h 28' 06" \| \| 2. \| Patrick Bevin \| Nowa Zelandia \| Israel-Premier Tech \| + 14" \| \| 3. \| Felix Großschartner \| Austria \| Bora-Hansgrohe \| + 18" \| \| 4. \| Mauro Schmid \| Szwajcaria \| Quick-Step Alpha Vinyl \| + 22" \| \| 5. \| Dylan Teuns \| Belgia \| Bahrain Victorious \| + 22" \| \| 6. \| Juan Ayuso \| Hiszpania \| UAE Team Emirates \| + 22" \| \| 7. \| Mikkel Frølich Honoré \| Dania \| Quick-Step Alpha Vinyl \| + 22" \| \| 8. \| Brandon McNulty \| Stany Zjednoczone \| UAE Team Emirates \| + 25" \| \| 9. \| Aleksandr Własow \| Rosja \| Bora-Hansgrohe \| + 27" \| \| 10. \| Marc Hirschi \| Szwajcaria \| UAE Team Emirates \| + 28" \| |                       |                   |                        |             |
| |                       |                   |                        |             |
| Źródło: ProCyclingStats |                       |                   |                        |             |
| Klasyfikacja generalna |                       |                   |                        |             |
| Kolarz | Kolarz                | Państwo           | Drużyna                | Czas        |
| 1. | Rohan Dennis          | Australia         | Jumbo-Visma            | 12h 28' 06" |
| 2. | Patrick Bevin         | Nowa Zelandia     | Israel-Premier Tech    | + 14"       |
| 3. | Felix Großschartner   | Austria           | Bora-Hansgrohe         | + 18"       |
| 4. | Mauro Schmid          | Szwajcaria        | Quick-Step Alpha Vinyl | + 22"       |
| 5. | Dylan Teuns           | Belgia            | Bahrain Victorious     | + 22"       |
| 6. | Juan Ayuso            | Hiszpania         | UAE Team Emirates      | + 22"       |
| 7. | Mikkel Frølich Honoré | Dania             | Quick-Step Alpha Vinyl | + 22"       |
| 8. | Brandon McNulty       | Stany Zjednoczone | UAE Team Emirates      | + 25"       |
| 9. | Aleksandr Własow      | Rosja             | Bora-Hansgrohe         | + 27"       |
| 10. | Marc Hirschi          | Szwajcaria        | UAE Team Emirates      | + 28"       |

### Etap 4
| Aigle - Val d'Anniviers | górski | (180,1 km) |

| \| Klasyfikacja etapu \| Klasyfikacja etapu \| Klasyfikacja etapu \| Klasyfikacja etapu \| Klasyfikacja etapu \| \| Kolarz \| Kolarz \| Państwo \| Drużyna \| Czas \| \| ------------------ \| --------------------- \| ------------------ \| ------------------- \| ------------------ \| \| 1. \| Sergio Higuita \| Kolumbia \| Bora-Hansgrohe \| 4h 58' 52" \| \| 2. \| Aleksandr Własow \| Rosja \| Bora-Hansgrohe \| + 0" \| \| 3. \| Juan Ayuso \| Hiszpania \| UAE Team Emirates \| + 0" \| \| 4. \| Ben O’Connor \| Australia \| AG2R Citroën Team \| + 0" \| \| 5. \| Thibaut Pinot \| Francja \| Groupama-FDJ \| + 0" \| \| 6. \| Michael Woods \| Kanada \| Israel-Premier Tech \| + 0" \| \| 7. \| Gino Mäder \| Szwajcaria \| Bahrain Victorious \| + 0" \| \| 8. \| Sébastien Reichenbach \| Szwajcaria \| Groupama-FDJ \| + 0" \| \| 9. \| Simon Geschke \| Niemcy \| Cofidis \| + 0" \| \| 10. \| Carlos Verona \| Hiszpania \| Movistar Team \| + 0" \| |                       |            |                     |            |
| |                       |            |                     |            |
| Źródło: ProCyclingStats |                       |            |                     |            |
| Klasyfikacja etapu |                       |            |                     |            |
| Kolarz | Kolarz                | Państwo    | Drużyna             | Czas       |
| 1. | Sergio Higuita        | Kolumbia   | Bora-Hansgrohe      | 4h 58' 52" |
| 2. | Aleksandr Własow      | Rosja      | Bora-Hansgrohe      | + 0"       |
| 3. | Juan Ayuso            | Hiszpania  | UAE Team Emirates   | + 0"       |
| 4. | Ben O’Connor          | Australia  | AG2R Citroën Team   | + 0"       |
| 5. | Thibaut Pinot         | Francja    | Groupama-FDJ        | + 0"       |
| 6. | Michael Woods         | Kanada     | Israel-Premier Tech | + 0"       |
| 7. | Gino Mäder            | Szwajcaria | Bahrain Victorious  | + 0"       |
| 8. | Sébastien Reichenbach | Szwajcaria | Groupama-FDJ        | + 0"       |
| 9. | Simon Geschke         | Niemcy     | Cofidis             | + 0"       |
| 10. | Carlos Verona         | Hiszpania  | Movistar Team       | + 0"       |

| \| Klasyfikacja generalna \| Klasyfikacja generalna \| Klasyfikacja generalna \| Klasyfikacja generalna \| Klasyfikacja generalna \| \| Kolarz \| Kolarz \| Państwo \| Drużyna \| Czas \| \| ---------------------- \| ---------------------- \| ---------------------- \| ---------------------- \| ---------------------- \| \| 1. \| Rohan Dennis \| Australia \| Jumbo-Visma \| 17h 27' 01" \| \| 2. \| Juan Ayuso \| Hiszpania \| UAE Team Emirates \| + 15" \| \| 3. \| Aleksandr Własow \| Rosja \| Bora-Hansgrohe \| + 18" \| \| 4. \| Ben O’Connor \| Australia \| AG2R Citroën Team \| + 25" \| \| 5. \| Lucas Plapp \| Australia \| Ineos Grenadiers \| + 30" \| \| 6. \| Gino Mäder \| Szwajcaria \| Bahrain Victorious \| + 32" \| \| 7. \| Sébastien Reichenbach \| Szwajcaria \| Groupama-FDJ \| + 37" \| \| 8. \| Neilson Powless \| Stany Zjednoczone \| EF Education-EasyPost \| + 41" \| \| 9. \| Simon Geschke \| Niemcy \| Cofidis \| + 42" \| \| 10. \| Steff Cras \| Belgia \| Lotto-Soudal \| + 45" \| |                       |                   |                       |             |
| |                       |                   |                       |             |
| Źródło: ProCyclingStats |                       |                   |                       |             |
| Klasyfikacja generalna |                       |                   |                       |             |
| Kolarz | Kolarz                | Państwo           | Drużyna               | Czas        |
| 1. | Rohan Dennis          | Australia         | Jumbo-Visma           | 17h 27' 01" |
| 2. | Juan Ayuso            | Hiszpania         | UAE Team Emirates     | + 15"       |
| 3. | Aleksandr Własow      | Rosja             | Bora-Hansgrohe        | + 18"       |
| 4. | Ben O’Connor          | Australia         | AG2R Citroën Team     | + 25"       |
| 5. | Lucas Plapp           | Australia         | Ineos Grenadiers      | + 30"       |
| 6. | Gino Mäder            | Szwajcaria        | Bahrain Victorious    | + 32"       |
| 7. | Sébastien Reichenbach | Szwajcaria        | Groupama-FDJ          | + 37"       |
| 8. | Neilson Powless       | Stany Zjednoczone | EF Education-EasyPost | + 41"       |
| 9. | Simon Geschke         | Niemcy            | Cofidis               | + 42"       |
| 10. | Steff Cras            | Belgia            | Lotto-Soudal          | + 45"       |

### Etap 5
| Aigle - Villars-sur-Ollon | jazda indywidualna na czas pod górę | (15,84 km) |

| \| Klasyfikacja etapu \| Klasyfikacja etapu \| Klasyfikacja etapu \| Klasyfikacja etapu \| Klasyfikacja etapu \| \| Kolarz \| Kolarz \| Państwo \| Drużyna \| Czas \| \| ------------------ \| ------------------ \| ------------------ \| ---------------------------------- \| ------------------ \| \| 1. \| Aleksandr Własow \| Rosja \| Bora-Hansgrohe \| 33' 40" \| \| 2. \| Simon Geschke \| Niemcy \| Cofidis \| + 31" \| \| 3. \| Gino Mäder \| Szwajcaria \| Bahrain Victorious \| + 36" \| \| 4. \| Damiano Caruso \| Włochy \| Bahrain Victorious \| + 1' 04" \| \| 5. \| Steven Kruijswijk \| Holandia \| Jumbo-Visma \| + 1' 05" \| \| 6. \| Thibaut Pinot \| Francja \| Groupama-FDJ \| + 1' 07" \| \| 7. \| Rein Taaramäe \| Estonia \| Intermarché-Wanty-Gobert Matériaux \| + 1' 25" \| \| 8. \| Juan Ayuso \| Hiszpania \| UAE Team Emirates \| + 1' 25" \| \| 9. \| Sepp Kuss \| Stany Zjednoczone \| Jumbo-Visma \| + 1' 26" \| \| 10. \| Ben O’Connor \| Australia \| AG2R Citroën Team \| + 1' 40" \| |                   |                   |                                    |          |
| |                   |                   |                                    |          |
| Źródło: ProCyclingStats |                   |                   |                                    |          |
| Klasyfikacja etapu |                   |                   |                                    |          |
| Kolarz | Kolarz            | Państwo           | Drużyna                            | Czas     |
| 1. | Aleksandr Własow  | Rosja             | Bora-Hansgrohe                     | 33' 40"  |
| 2. | Simon Geschke     | Niemcy            | Cofidis                            | + 31"    |
| 3. | Gino Mäder        | Szwajcaria        | Bahrain Victorious                 | + 36"    |
| 4. | Damiano Caruso    | Włochy            | Bahrain Victorious                 | + 1' 04" |
| 5. | Steven Kruijswijk | Holandia          | Jumbo-Visma                        | + 1' 05" |
| 6. | Thibaut Pinot     | Francja           | Groupama-FDJ                       | + 1' 07" |
| 7. | Rein Taaramäe     | Estonia           | Intermarché-Wanty-Gobert Matériaux | + 1' 25" |
| 8. | Juan Ayuso        | Hiszpania         | UAE Team Emirates                  | + 1' 25" |
| 9. | Sepp Kuss         | Stany Zjednoczone | Jumbo-Visma                        | + 1' 26" |
| 10. | Ben O’Connor      | Australia         | AG2R Citroën Team                  | + 1' 40" |

## Klasyfikacje

### Klasyfikacja generalna
| \| Klasyfikacja generalna \| Klasyfikacja generalna \| Klasyfikacja generalna \| Klasyfikacja generalna \| Klasyfikacja generalna \| \| Kolarz \| Kolarz \| Państwo \| Drużyna \| Czas \| \| ---------------------- \| ---------------------- \| ---------------------- \| ---------------------- \| ---------------------- \| \| 1. \| Aleksandr Własow \| Rosja \| Bora-Hansgrohe \| 18h 00' 59" \| \| 2. \| Gino Mäder \| Szwajcaria \| Bahrain Victorious \| + 50" \| \| 3. \| Simon Geschke \| Niemcy \| Cofidis \| + 55" \| \| 4. \| Juan Ayuso \| Hiszpania \| UAE Team Emirates \| + 1' 22" \| \| 5. \| Ben O’Connor \| Australia \| AG2R Citroën Team \| + 1' 47" \| \| 6. \| Damiano Caruso \| Włochy \| Bahrain Victorious \| + 1' 51" \| \| 7. \| Steven Kruijswijk \| Holandia \| Jumbo-Visma \| + 1' 52" \| \| 8. \| Rohan Dennis \| Australia \| Jumbo-Visma \| + 1' 54" \| \| 9. \| Lucas Plapp \| Australia \| Ineos Grenadiers \| + 2' 08" \| \| 10. \| Einer Rubio \| Kolumbia \| Movistar Team \| + 2' 13" \| |                   |            |                    |             |
| |                   |            |                    |             |
| Źródło: ProCyclingStats |                   |            |                    |             |
| Klasyfikacja generalna |                   |            |                    |             |
| Kolarz | Kolarz            | Państwo    | Drużyna            | Czas        |
| 1. | Aleksandr Własow  | Rosja      | Bora-Hansgrohe     | 18h 00' 59" |
| 2. | Gino Mäder        | Szwajcaria | Bahrain Victorious | + 50"       |
| 3. | Simon Geschke     | Niemcy     | Cofidis            | + 55"       |
| 4. | Juan Ayuso        | Hiszpania  | UAE Team Emirates  | + 1' 22"    |
| 5. | Ben O’Connor      | Australia  | AG2R Citroën Team  | + 1' 47"    |
| 6. | Damiano Caruso    | Włochy     | Bahrain Victorious | + 1' 51"    |
| 7. | Steven Kruijswijk | Holandia   | Jumbo-Visma        | + 1' 52"    |
| 8. | Rohan Dennis      | Australia  | Jumbo-Visma        | + 1' 54"    |
| 9. | Lucas Plapp       | Australia  | Ineos Grenadiers   | + 2' 08"    |
| 10. | Einer Rubio       | Kolumbia   | Movistar Team      | + 2' 13"    |

| Klasyfikacja punktowa | Klasyfikacja punktowa | Klasyfikacja punktowa | Klasyfikacja punktowa              | Klasyfikacja punktowa |
| Kolarz                | Kolarz                | Państwo               | Drużyna                            | Punkty                |
| --------------------- | --------------------- | --------------------- | ---------------------------------- | --------------------- |
| 1.                    | Ethan Hayter          | Wielka Brytania       | Ineos Grenadiers                   | 110 pkt               |
| 2.                    | Aleksandr Własow      | Rosja                 | Bora-Hansgrohe                     | 96 pkt                |
| 3.                    | Rohan Dennis          | Australia             | Jumbo-Visma                        | 81 pkt                |
| 4.                    | Quinten Hermans       | Belgia                | Intermarché-Wanty-Gobert Matériaux | 61 pkt                |
| 5.                    | Patrick Bevin         | Nowa Zelandia         | Israel-Premier Tech                | 55 pkt                |
| 6.                    | Dylan Teuns           | Belgia                | Bahrain Victorious                 | 50 pkt                |
| 7.                    | Toms Skujiņš          | Łotwa                 | Trek-Segafredo                     | 50 pkt                |
| 8.                    | Juan Ayuso            | Hiszpania             | UAE Team Emirates                  | 50 pkt                |
| 9.                    | Ben O’Connor          | Australia             | AG2R Citroën Team                  | 50 pkt                |
| 10.                   | Damiano Caruso        | Włochy                | Bahrain Victorious                 | 45 pkt                |

| Klasyfikacja punktowa | Klasyfikacja punktowa | Klasyfikacja punktowa | Klasyfikacja punktowa              | Klasyfikacja punktowa |
| Kolarz                | Kolarz                | Państwo               | Drużyna                            | Punkty                |
| --------------------- | --------------------- | --------------------- | ---------------------------------- | --------------------- |
| 1.                    | Ethan Hayter          | Wielka Brytania       | Ineos Grenadiers                   | 110 pkt               |
| 2.                    | Aleksandr Własow      | Rosja                 | Bora-Hansgrohe                     | 96 pkt                |
| 3.                    | Rohan Dennis          | Australia             | Jumbo-Visma                        | 81 pkt                |
| 4.                    | Quinten Hermans       | Belgia                | Intermarché-Wanty-Gobert Matériaux | 61 pkt                |
| 5.                    | Patrick Bevin         | Nowa Zelandia         | Israel-Premier Tech                | 55 pkt                |
| 6.                    | Dylan Teuns           | Belgia                | Bahrain Victorious                 | 50 pkt                |
| 7.                    | Toms Skujiņš          | Łotwa                 | Trek-Segafredo                     | 50 pkt                |
| 8.                    | Juan Ayuso            | Hiszpania             | UAE Team Emirates                  | 50 pkt                |
| 9.                    | Ben O’Connor          | Australia             | AG2R Citroën Team                  | 50 pkt                |
| 10.                   | Damiano Caruso        | Włochy                | Bahrain Victorious                 | 45 pkt                |

| Klasyfikacja górska | Klasyfikacja górska | Klasyfikacja górska | Klasyfikacja górska    | Klasyfikacja górska |
| Kolarz              | Kolarz              | Państwo             | Drużyna                | Punkty              |
| ------------------- | ------------------- | ------------------- | ---------------------- | ------------------- |
| 1.                  | Toms Skujiņš        | Łotwa               | Trek-Segafredo         | 49 pkt              |
| 2.                  | James Knox          | Wielka Brytania     | Quick-Step Alpha Vinyl | 34 pkt              |
| 3.                  | Krists Neilands     | Łotwa               | Israel-Premier Tech    | 20 pkt              |
| 4.                  | Nils Brun           | Szwajcaria          | Szwajcaria             | 17 pkt              |
| 5.                  | Óscar Rodríguez     | Hiszpania           | Movistar Team          | 16 pkt              |
| 6.                  | Thomas Champion     | Francja             | Cofidis                | 15 pkt              |
| 7.                  | Ion Izagirre        | Hiszpania           | Cofidis                | 15 pkt              |
| 8.                  | Einer Rubio         | Kolumbia            | Movistar Team          | 12 pkt              |
| 9.                  | Antoine Debons      | Szwajcaria          | Szwajcaria             | 11 pkt              |
| 10.                 | Andrey Amador       | Kostaryka           | Ineos Grenadiers       | 10 pkt              |

| Klasyfikacja górska | Klasyfikacja górska | Klasyfikacja górska | Klasyfikacja górska    | Klasyfikacja górska |
| Kolarz              | Kolarz              | Państwo             | Drużyna                | Punkty              |
| ------------------- | ------------------- | ------------------- | ---------------------- | ------------------- |
| 1.                  | Toms Skujiņš        | Łotwa               | Trek-Segafredo         | 49 pkt              |
| 2.                  | James Knox          | Wielka Brytania     | Quick-Step Alpha Vinyl | 34 pkt              |
| 3.                  | Krists Neilands     | Łotwa               | Israel-Premier Tech    | 20 pkt              |
| 4.                  | Nils Brun           | Szwajcaria          | Szwajcaria             | 17 pkt              |
| 5.                  | Óscar Rodríguez     | Hiszpania           | Movistar Team          | 16 pkt              |
| 6.                  | Thomas Champion     | Francja             | Cofidis                | 15 pkt              |
| 7.                  | Ion Izagirre        | Hiszpania           | Cofidis                | 15 pkt              |
| 8.                  | Einer Rubio         | Kolumbia            | Movistar Team          | 12 pkt              |
| 9.                  | Antoine Debons      | Szwajcaria          | Szwajcaria             | 11 pkt              |
| 10.                 | Andrey Amador       | Kostaryka           | Ineos Grenadiers       | 10 pkt              |

| Klasyfikacja młodzieżowa | Klasyfikacja młodzieżowa | Klasyfikacja młodzieżowa | Klasyfikacja młodzieżowa | Klasyfikacja młodzieżowa |
| Kolarz                   | Kolarz                   | Państwo                  | Drużyna                  | Czas                     |
| ------------------------ | ------------------------ | ------------------------ | ------------------------ | ------------------------ |
| 1.                       | Juan Ayuso               | Hiszpania                | UAE Team Emirates        | 18h 02' 21"              |
| 2.                       | Lucas Plapp              | Australia                | Ineos Grenadiers         | + 46"                    |
| 3.                       | Einer Rubio              | Kolumbia                 | Movistar Team            | + 51"                    |
| 4.                       | Sean Quinn               | Stany Zjednoczone        | EF Education-EasyPost    | + 2' 06"                 |
| 5.                       | Marc Hirschi             | Szwajcaria               | UAE Team Emirates        | + 3' 04"                 |
| 6.                       | Mauro Schmid             | Szwajcaria               | Quick-Step Alpha Vinyl   | + 3' 22"                 |
| 7.                       | Finn Fisher-Black        | Nowa Zelandia            | UAE Team Emirates        | + 3' 56"                 |
| 8.                       | Andreas Leknessund       | Norwegia                 | Team DSM                 | + 5' 43"                 |
| 9.                       | Abner González           | Portoryko                | Movistar Team            | + 5' 44"                 |
| 10.                      | Ben Healy                | Irlandia                 | EF Education-EasyPost    | + 12' 30"                |

| Klasyfikacja młodzieżowa | Klasyfikacja młodzieżowa | Klasyfikacja młodzieżowa | Klasyfikacja młodzieżowa | Klasyfikacja młodzieżowa |
| Kolarz                   | Kolarz                   | Państwo                  | Drużyna                  | Czas                     |
| ------------------------ | ------------------------ | ------------------------ | ------------------------ | ------------------------ |
| 1.                       | Juan Ayuso               | Hiszpania                | UAE Team Emirates        | 18h 02' 21"              |
| 2.                       | Lucas Plapp              | Australia                | Ineos Grenadiers         | + 46"                    |
| 3.                       | Einer Rubio              | Kolumbia                 | Movistar Team            | + 51"                    |
| 4.                       | Sean Quinn               | Stany Zjednoczone        | EF Education-EasyPost    | + 2' 06"                 |
| 5.                       | Marc Hirschi             | Szwajcaria               | UAE Team Emirates        | + 3' 04"                 |
| 6.                       | Mauro Schmid             | Szwajcaria               | Quick-Step Alpha Vinyl   | + 3' 22"                 |
| 7.                       | Finn Fisher-Black        | Nowa Zelandia            | UAE Team Emirates        | + 3' 56"                 |
| 8.                       | Andreas Leknessund       | Norwegia                 | Team DSM                 | + 5' 43"                 |
| 9.                       | Abner González           | Portoryko                | Movistar Team            | + 5' 44"                 |
| 10.                      | Ben Healy                | Irlandia                 | EF Education-EasyPost    | + 12' 30"                |

| Klasyfikacja drużynowa | Klasyfikacja drużynowa | Klasyfikacja drużynowa | Klasyfikacja drużynowa |
| Drużyna                | Drużyna                | Państwo                | Czas                   |
| ---------------------- | ---------------------- | ---------------------- | ---------------------- |
| 1.                     | Jumbo-Visma            | Holandia               | 54h 09' 15"            |
| 2.                     | Bahrain Victorious     | Bahrajn                | + 2' 14"               |
| 3.                     | Groupama-FDJ           | Francja                | + 2' 20"               |
| 4.                     | Movistar Team          | Hiszpania              | + 2' 26"               |
| 5.                     | Bora-Hansgrohe         | Niemcy                 | + 3' 30"               |

| Klasyfikacja drużynowa | Klasyfikacja drużynowa | Klasyfikacja drużynowa | Klasyfikacja drużynowa |
| Drużyna                | Drużyna                | Państwo                | Czas                   |
| ---------------------- | ---------------------- | ---------------------- | ---------------------- |
| 1.                     | Jumbo-Visma            | Holandia               | 54h 09' 15"            |
| 2.                     | Bahrain Victorious     | Bahrajn                | + 2' 14"               |
| 3.                     | Groupama-FDJ           | Francja                | + 2' 20"               |
| 4.                     | Movistar Team          | Hiszpania              | + 2' 26"               |
| 5.                     | Bora-Hansgrohe         | Niemcy                 | + 3' 30"               |

### Liderzy klasyfikacji
| Etap   |                                     | Pierwsze miejsce _ | Klasyfikacja generalna | Punktowa     | Górska          | Młodzieżowa  | Najaktywniejszych | Drużynowa         |
| ------ | ----------------------------------- | ------------------ | ---------------------- | ------------ | --------------- | ------------ | ----------------- | ----------------- |
| Prolog | prolog                              | Ethan Hayter       | Ethan Hayter           | Ethan Hayter | nie przyznano   | Ethan Hayter | nie przyznano     | Ineos Grenadiers  |
| 1      | pagórkowaty                         | Dylan Teuns        | Rohan Dennis           | Rohan Dennis | Thomas Champion | Mauro Schmid | Antoine Debons    | UAE Team Emirates |
| 2      | pagórkowaty                         | Ethan Hayter       | Rohan Dennis           | Ethan Hayter | Thomas Champion | Mauro Schmid | Nils Brun         | UAE Team Emirates |
| 3      | pagórkowaty                         | Patrick Bevin      | Rohan Dennis           | Ethan Hayter | Krists Neilands | Mauro Schmid | Nans Peters       | UAE Team Emirates |
| 4      | górski                              | Sergio Higuita     | Rohan Dennis           | Ethan Hayter | Toms Skujiņš    | Juan Ayuso   | Ion Izagirre      | Groupama-FDJ      |
| 5      | jazda indywidualna na czas pod górę | Aleksandr Własow   | Aleksandr Własow       | Ethan Hayter | Toms Skujiņš    | Juan Ayuso   | Nils Brun         | Jumbo-Visma       |
| Koniec | Koniec                              |                    | Aleksandr Własow       | Ethan Hayter | Toms Skujiņš    | Juan Ayuso   | brak danych       | Jumbo-Visma       |